# Inscripció de Samuel

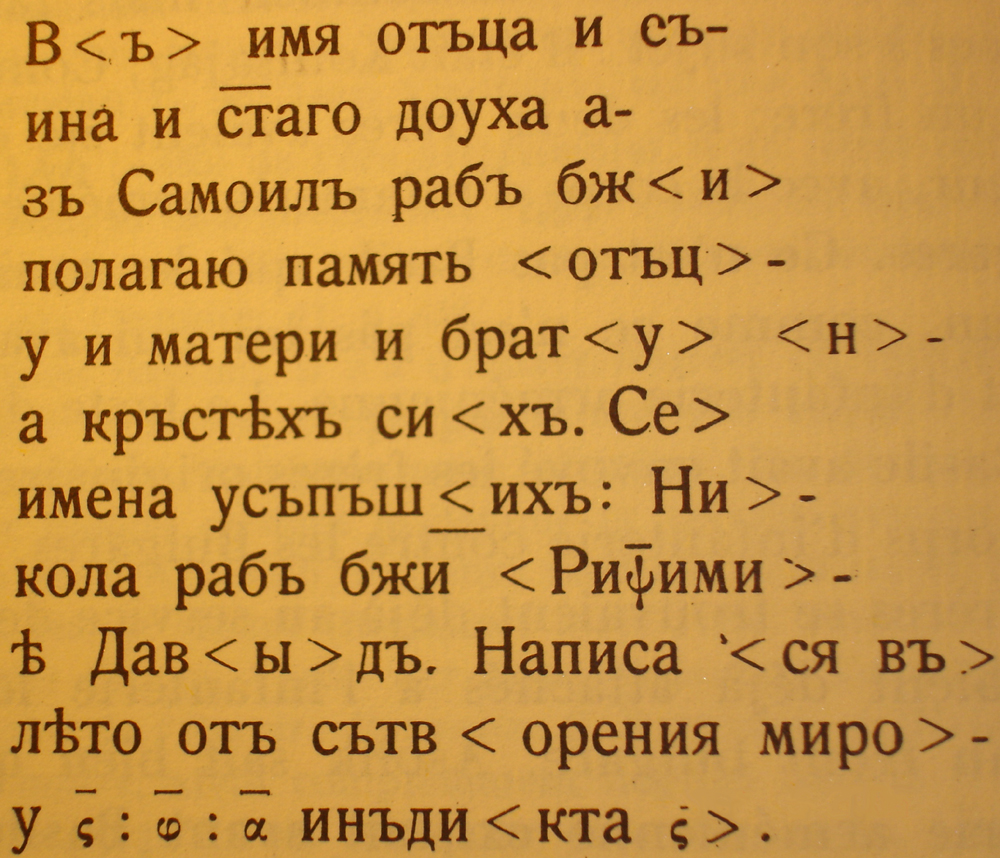
Inscripció de Samuel (transcripció). Les lletres entre corxets angulars han estat reconstruïdes.

La inscripció de Samuel és una inscripció funerària del tsar Samuel de Bulgària, feta en la tomba en memòria de la seva família, i és la més antiga de les inscripcions en alfabet ciríl·lic amb les dates establertes. Conté una data de l'any 993. La llosa va ser trobada en els anys 90 del segle xix a Macedònia, i té una gran importància paleogràfica. Basant-se en el traçat de les lletres es poden fer comparancions i conèixer l'antiguitat relativa de les inscripcions amb dates desconegudes.
La inscripció consisteix en 11 línies, i el text es refereix als pares del tsar Samuel i al seu germà David.